# Mỏ than Tevshiin Govi
Mỏ than Tevshiin Govi (tiếng Mông Cổ: Тэвшийн говь) là một mỏ than ở thành phố Mandalgovi, tỉnh Dundgovi, trung nam Mông Cổ.
Mỏ này có trữ lượng than lên tới 923,2 triệu tấn than nâu. Mỏ có công suất sản xuất hàng năm 0,05 triệu tấn than.